# Thury-Harcourt-le-Hom
Thury-Harcourt-le-Hom (bis 30. Dezember 2021 Le Hom) ist eine französische Gemeinde mit 3.593 Einwohnern (Stand: 1. Januar 2022) im Département Calvados in der Region Normandie. Sie gehört zum Arrondissement Caen.
Die Gemeinde entstand im Zuge einer Gebietsreform zum 1. Januar 2016 durch die Fusion der ehemaligen Gemeinden und Jetzt-Ortsteile Caumont-sur-Orne, Curcy-sur-Orne, Hamars, Saint-Martin-de-Sallen und Thury-Harcourt. Thury-Harcourt fungiert als „übergeordneter Ortsteil“ als Verwaltungssitz von Thury-Harcourt-le-Hom.

## Geografie
Thury-Harcourt-le-Hom wird von Montigny im Norden, Ouffières im Nordosten, Croisilles im Osten, Combray im Südosten, Culey-le-Patry im Süden, Cauville im Südwesten, Bonnemaison im Westen sowie Courvaudon in nordwestlicher Richtung umgeben.

## Gliederung
| Ortsteil                         | INSEE-Code | Fläche (km²) | Einwohnerzahl (2013) |
| -------------------------------- | ---------- | ------------ | -------------------- |
| Caumont-sur-Orne                 | 14144      | 00,92        | 086                  |
| Curcy-sur-Orne                   | 14213      | 13,57        | 0476                 |
| Hamars                           | 14324      | 09,44        | 0442                 |
| Saint-Martin-de-Sallen           | 14628      | 18,10        | 0618                 |
| Thury-Harcourt (Verwaltungssitz) | 14689      | 04,90        | 2.022                |

## Sehenswürdigkeiten
- Caumont-sur-Orne:
  - Kirche Saint-Sulpice
- Curcy-sur-Orne:
  - Kirche Saint-Jean-Baptiste
  - Kapelle Notre-Dame
  - zwei Schlösser
- Hamars:
  - Kirche Notre-Dame
- Saint-Martin-de-Sallen:
  - Kirche Saint-Martin
  - Kapelle Saint-Joseph
  - Lavoirs
- Thury-Harcourt:
  - Kirche Saint-Sauveur, Monument historique[4]
  - Kirche Saint-Benin
  - Schloss Harcourt, Monument historique[5]

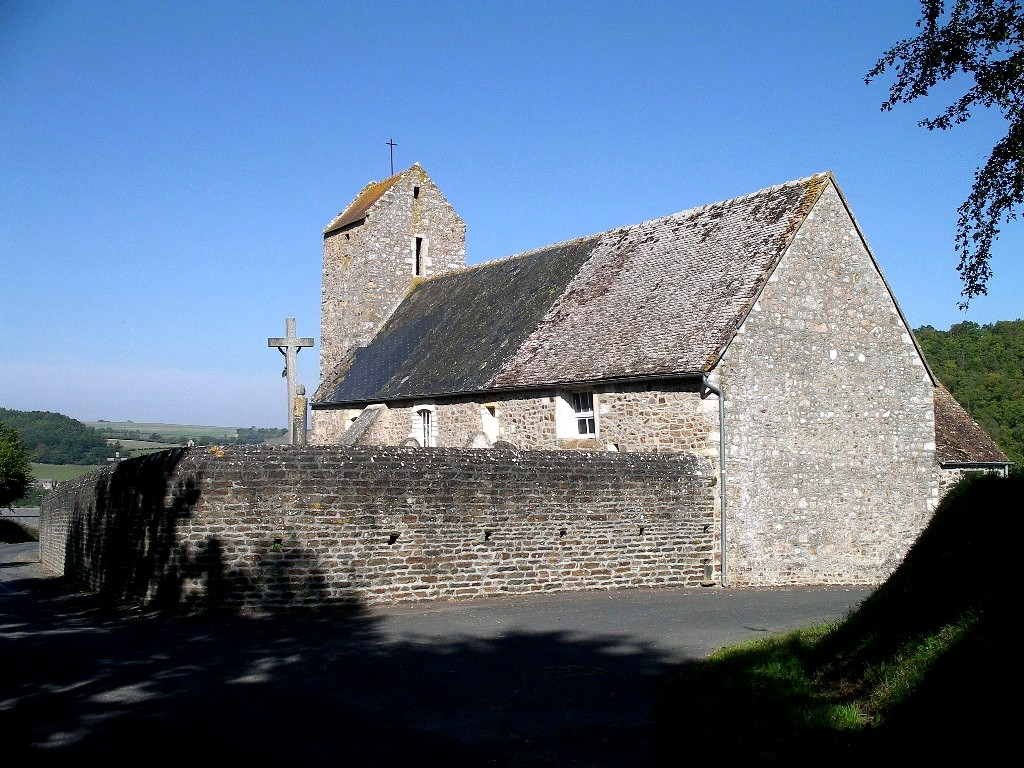
Kirche Saint-Sulpice
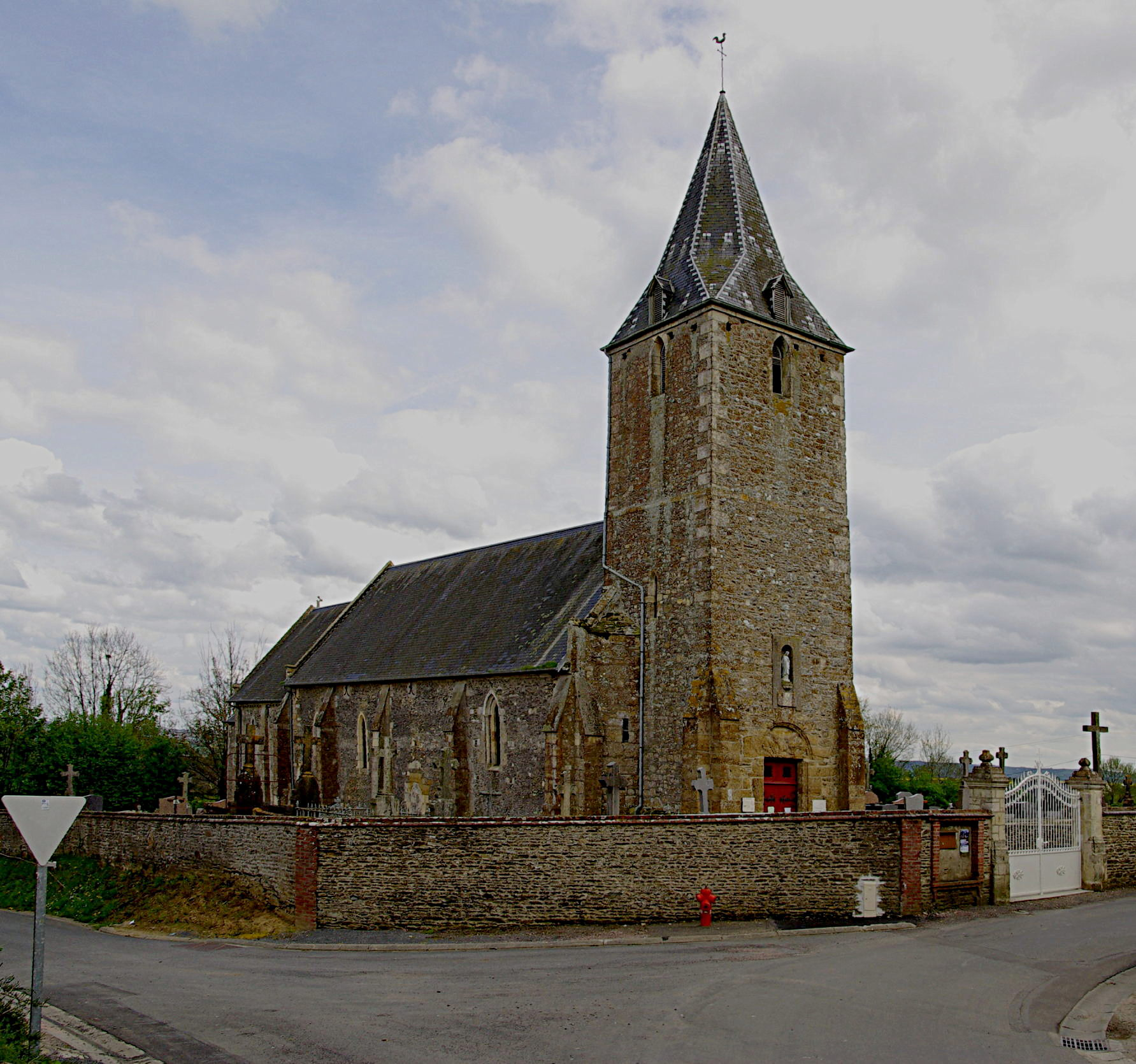
Kirche Saint-Jean-Baptiste
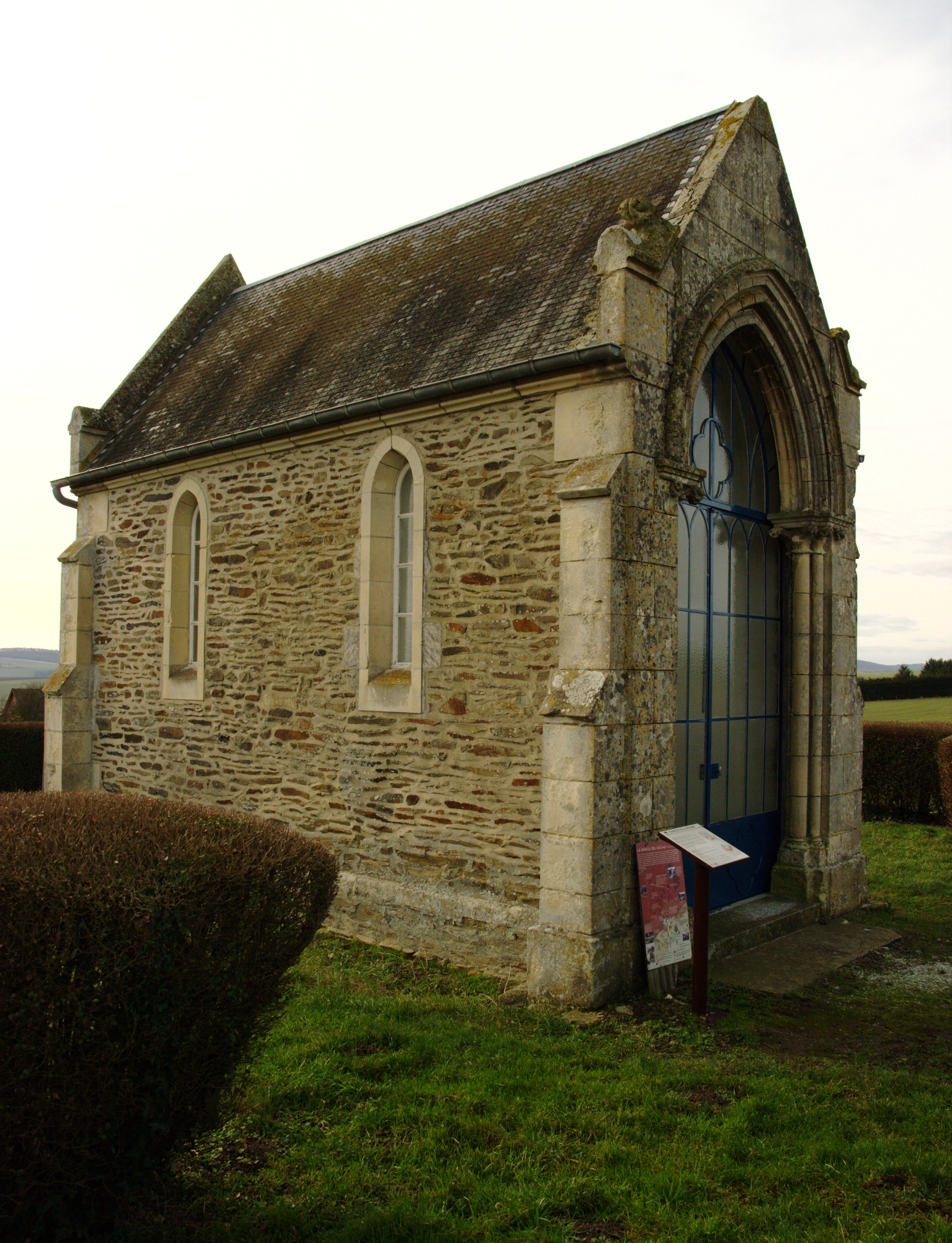
Kapelle Notre-Dame
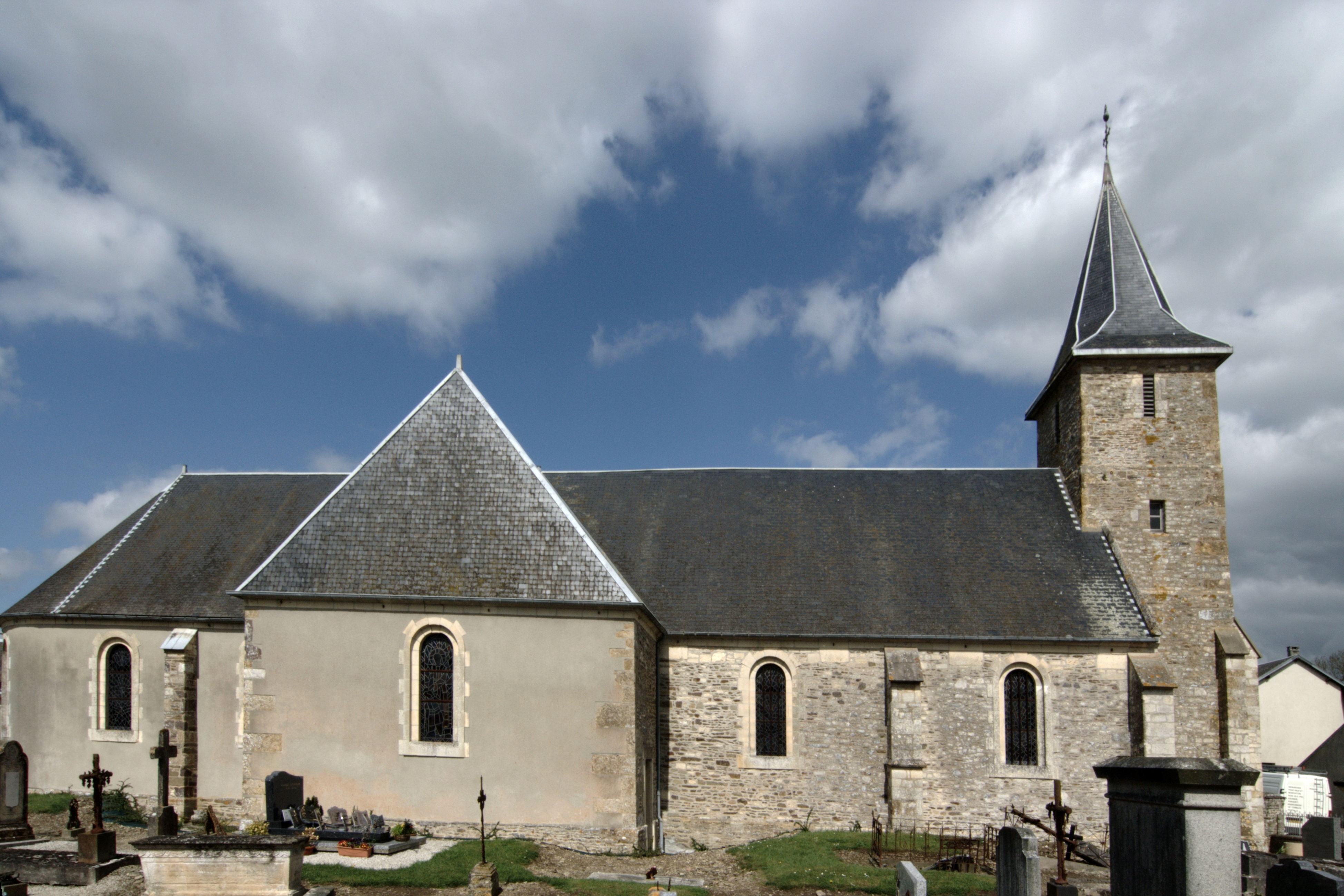
Kirche Notre-Dame
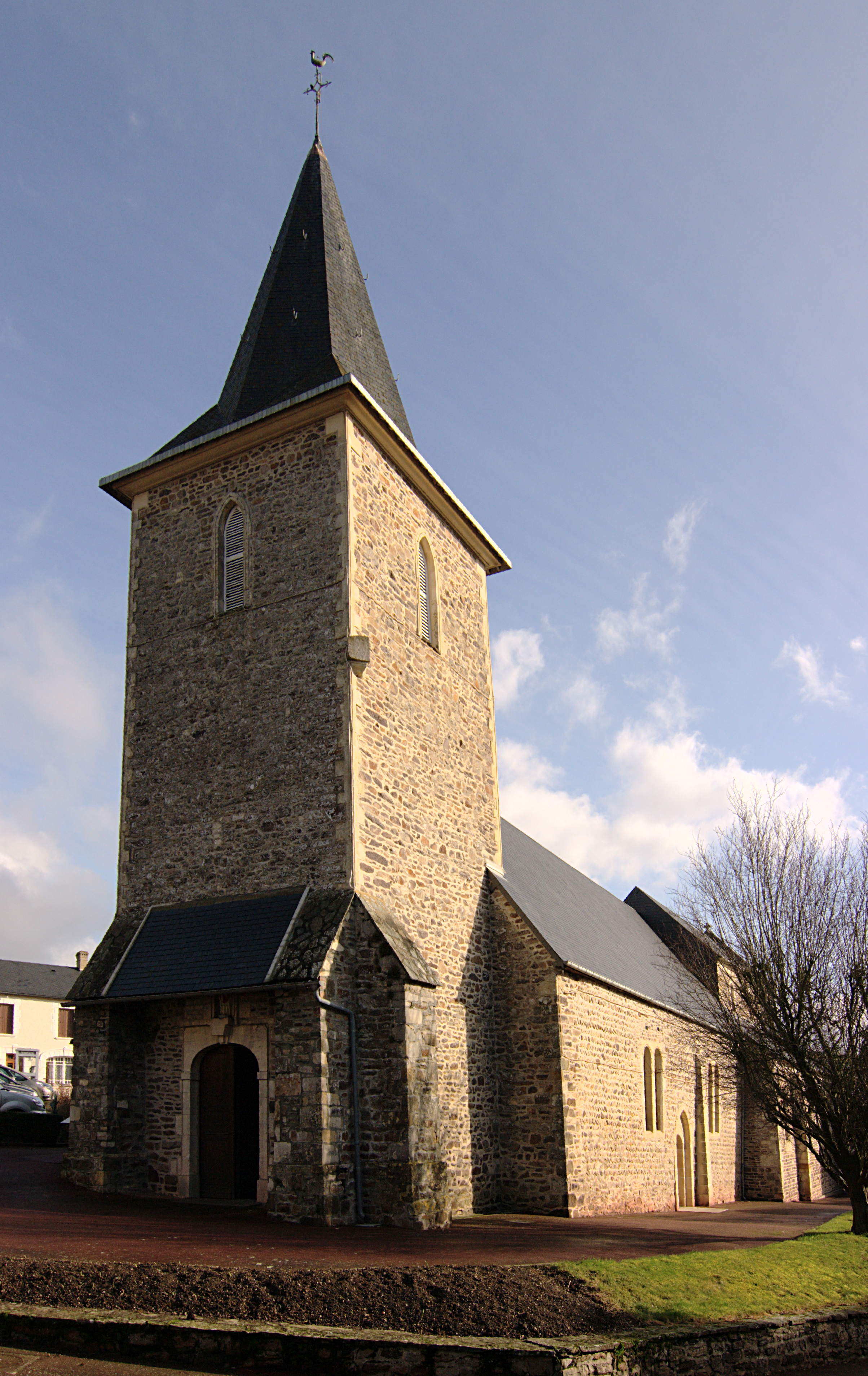
Kirche Saint-Martin
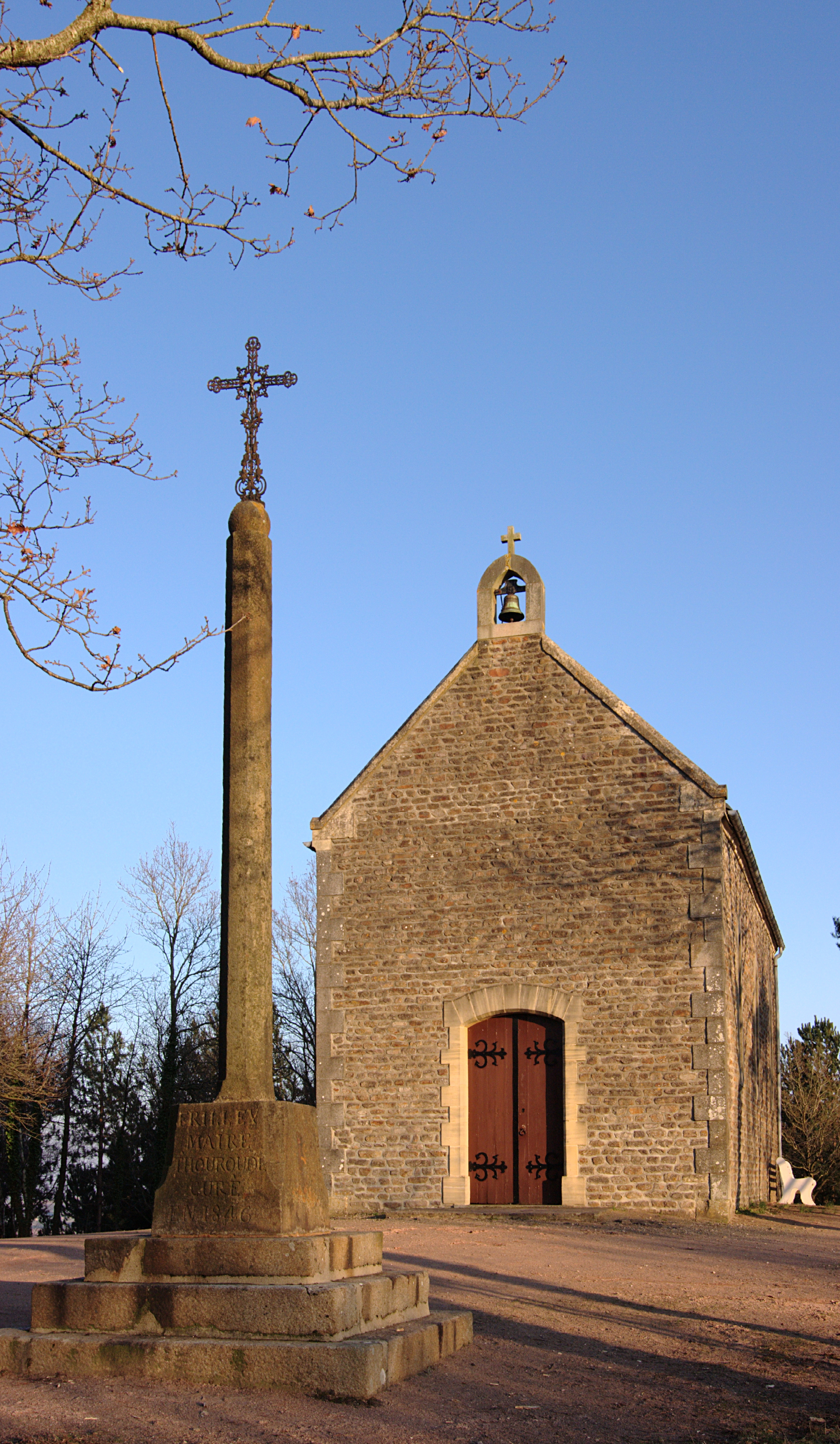
Kapelle Saint-Joseph
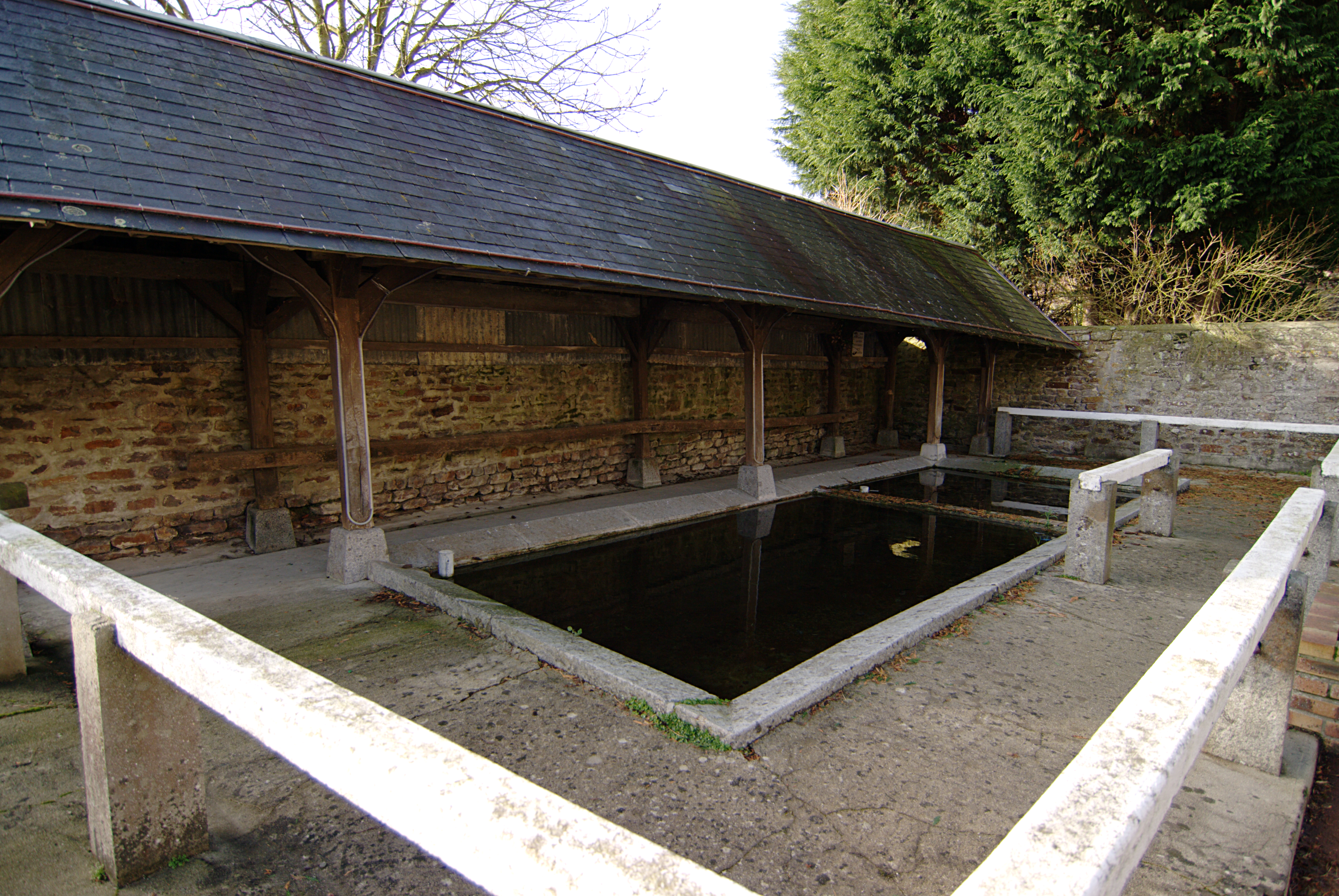
Lavoir in Saint-Martin-de-Sallen
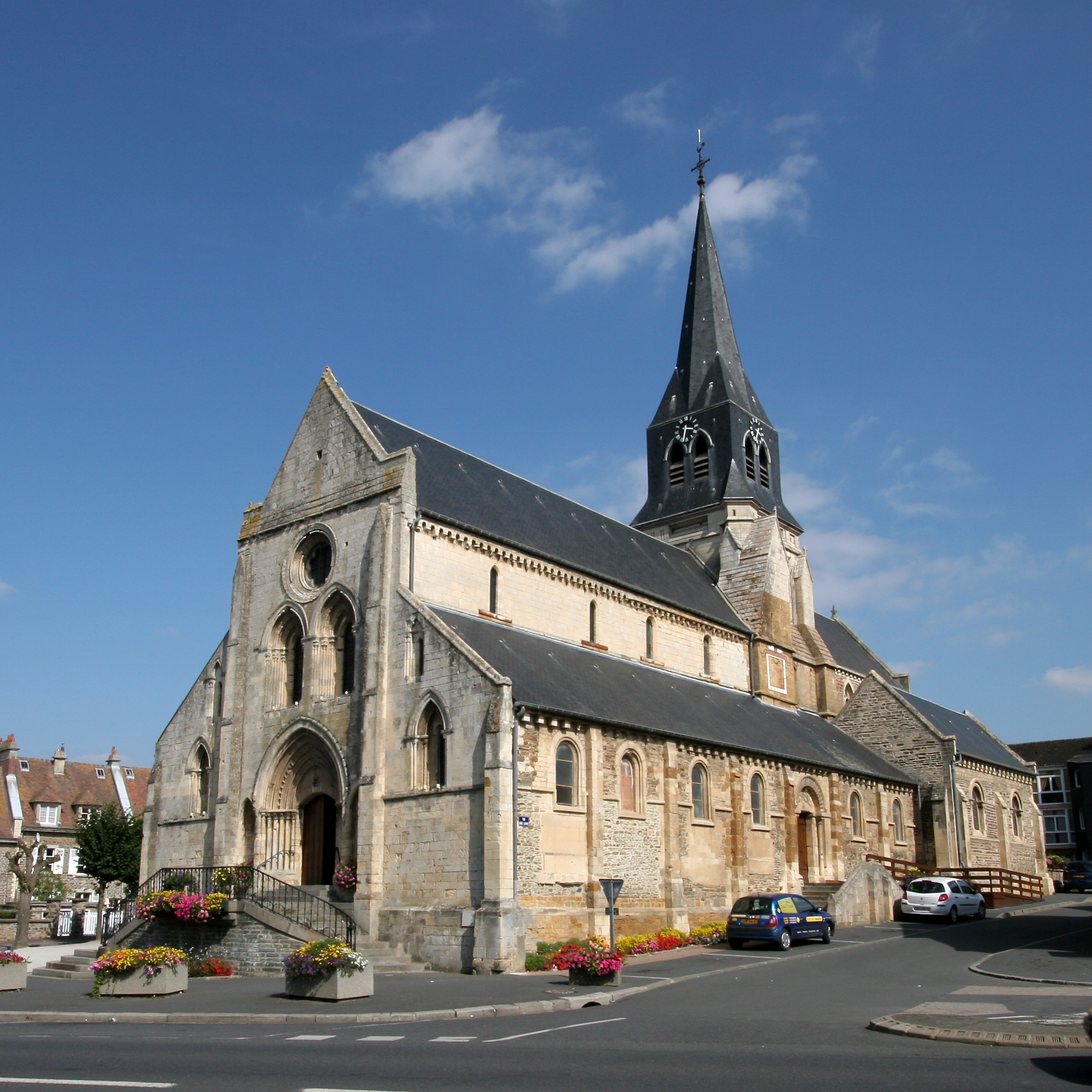
Kirche Saint-Sauveur
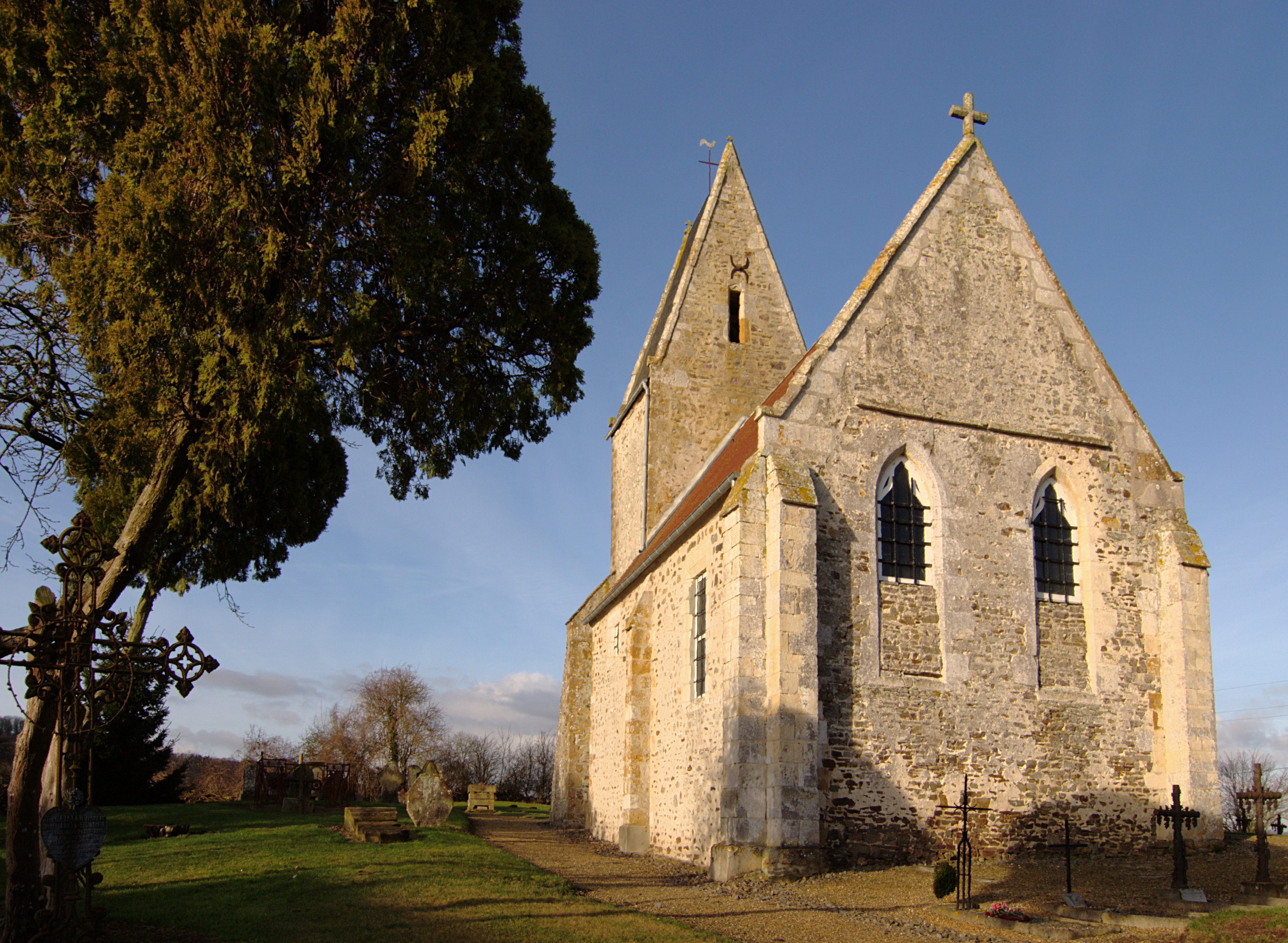
Kirche Saint-Benin
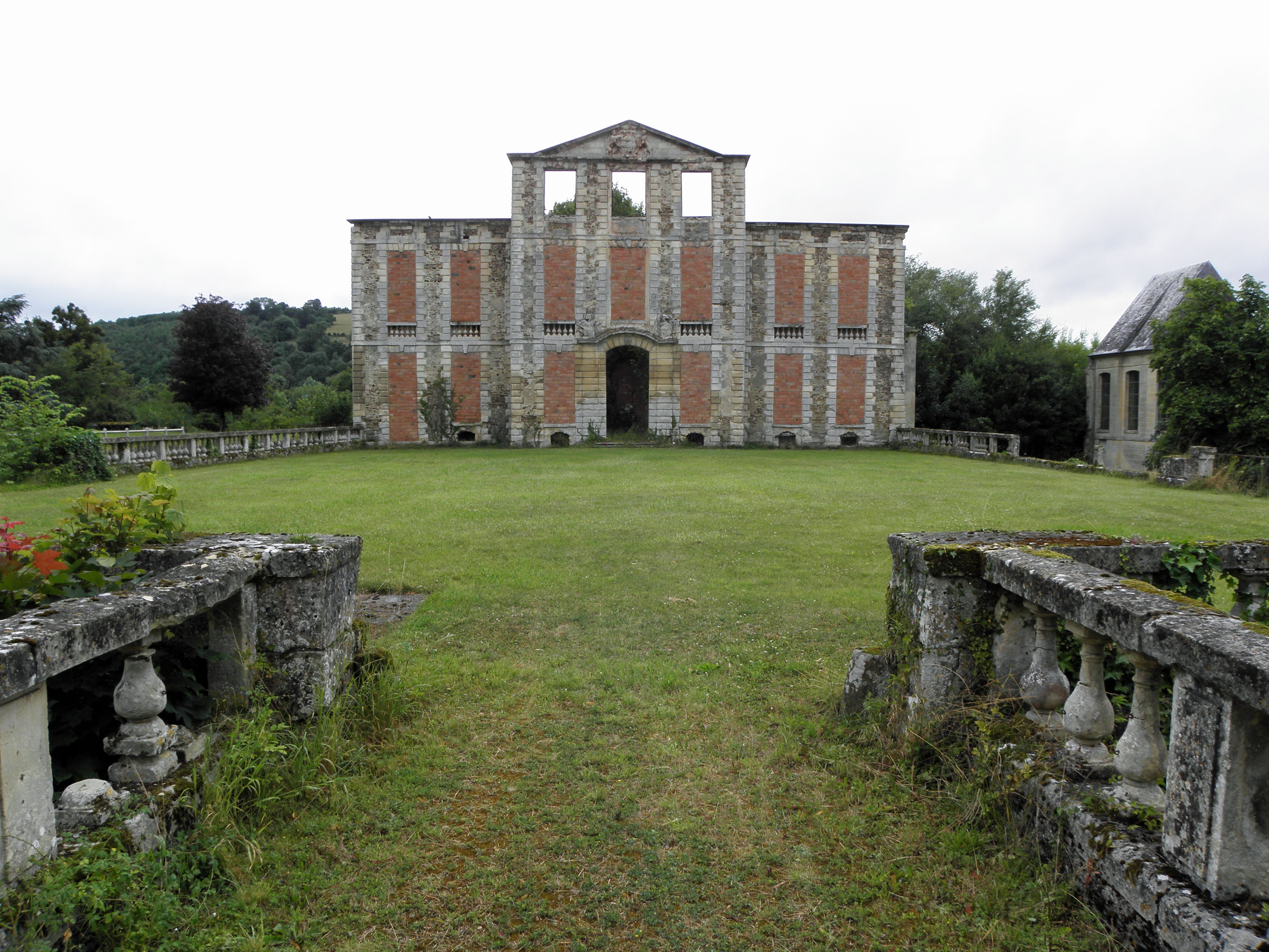
Schloss Harcourt